# Drake Maye
(en) Statistiques sur pro-football-reference
Drake Lee Maye, né le 30 août 2002 à Huntersville en Caroline du Nord, est un sportif professionnel américain de football américain évoluant au poste de quarterback dans la National Football League.
Sélectionné en 3e choix lors du premier tour de la draft 2024 de la NFL par la franchise des Patriots de la Nouvelle-Angleterre, il avait joué auparavant au niveau universitaire dans la NCAA Division I FBS pendant trois saisons pour les Tar Heels de l'université de Caroline du Nord à Chapel Hill (2021–2023). Il y est désigné meilleur joueur et meilleur joueur offensif de la saison 2022 en Atlantic Coast Conference (ACC) après avoir établit les records de son université du plus grand nombre de yards gagnés à la passe sur une saison (4 321 yards) et du plus grand nombre de touchdowns inscrits sur une saison à la passe (38 touchdowns).

## Biographie

### Jeunesse
Maye nait le 30 août 2002 à Huntersville en Caroline du Nord,. Il étudie en Caroline du Nord, une année au lycée William A. Hough de Cornelius et ensuite au lycée Myers Park High School de Charlotte où il joue au football américain et au basket-ball. En tant que junior, il est désigné athlète masculin de l'année 2019 par le The Charlotte Observer après avoir établi le record de son lycée du plus grand nombre de yards gagnés à la passe (3 512 yards) et du plus grand nombre de touchdowns inscrits à la passe (50 touchdowns),,. Maye est également désigné meilleur joueur Under Armour All-American en 2020 malgré son incapacité à jouer sa saison senior en raison de la pandémie de Covid-19. Considéré comme une recrue quatre étoiles, Maye s'engage initialement à jouer au niveau universitaire pour le Crimson Tide de l'Alabama en juillet 2019 avant de choisir définitivement les Tar Heels de la Caroline du Nord en mars 2020.

### Carrière universitaire
Lors de sa première saison pour les Tar Heels de la Caroline du Nord (2021), Maye participe à quatre matchs puisqu'il est remplaçant du titulaire Sam Howell (en). Avec le départ de ce dernier pour la NFL en 2022, Maye est désigné titulaire pour la saison. Lors du match d'ouverture contre Florida A&M, Maye inscrit cinq touchdowns et devient le premier quarterback de l'UNC à le faire dès le début d'une carrière universitaire. Maye affiche également des matchs avec au moins quatre touchdowns contre Appalachian State, Notre Dame, Virginia Tech, Pittsburgh et Wake Forest. Il conduit son équipe à la finale de conférence ACC e au Holiday Bowl en 2022. Il est désigné meilleur joueur de l'année en ACC après avoir terminé la saison avec un record de l'université avec 4 321 yards gagnés et 38 touchdowns inscrits à la passe. Il mène également l'équipe en yards gagnés à la course (698) inscrivant de surcroit sept touchdowns supplémentaires,.
Au cours de la saison 2023, Maye gagne plus de 400 yards à la passe contre Syracuse, Miami et Campbell. Maye est sélectionné dans la deuxième équipe de l'ACC après avoir gagnés 3 608 yards et inscrits 24 touchdowns à la passe tout en gagnant 449 yards et inscrivant 9 touchdowns à la course.
Maye déclare faire l'impasse sur sa dernière année d'éligibilité universitaire pour se présenter à la draft 2024 de la NFL. Il termine classé cinquième de l'histoire de son université au nombre de yards gagnés à la passe (8 018 yards) et quatrième au nombre de touchdowns inscrits à la passe (63).

### Carrière professionnelle
| Taille              | Poids           | Bras           | Main          | Sprint   | Sprint   | Sprint   | Shuttle 20 yards | 3 cones drill | Détente   | Détente     | Développé couché | Test Wonderlic |
| Taille              | Poids           | Bras           | Main          | 40 yards | 10 yards | 20 yards | Shuttle 20 yards | 3 cones drill | verticale | horizontale | Développé couché | Test Wonderlic |
| 1,94 m (6 ft 4⅜ in) | 101 kg (223 lb) | 82 cm (32¼ in) | 23 cm (9⅛ in) | -        | -        | -        | -                | -             | -         | -           | -                | -              |

#### Draft
Maye est sélectionné en 3e choix global lors du premier tour de la draft 2024 de la NFL par la franchise des Patriots de la Nouvelle-Angleterre. Il est le troisième des six quarterbacks sélectionnés lors du premier tour de cette draft soit le plus grand nombre jamais atteint de l'histoire de la NFL à égalité avec la draft 1983.

#### Patriots de la Nouvelle-Angleterre
Maye signe son contrat rookie de quatre ans avec les Patriots le 28 mai 2024 pour un montant entièrement garanti de 36,64 millions de dollars
Il est désigné remplaçant du quarterback vétéran Jacoby Brissett pour le début de saison bien qu'il ait fait forte impression en matchs préparatoires. Il fait ses débuts professionnels lors du quatrième quart temps du match de la 3e semaine joué en déplacement chez les Jets mais ne peut éviter la défaite 3 à 24. Brisset ne performant pas et les Patriots affichant un bilan négatif de 1-4, Maye est désigné titulaire dès le 8 octobre 2024.
Le 28 janvier 2025, il est sélectionné pour participer au Pro Bowl Games 2025 au même titre que Russell Wilson en remplacement des quarterbacks blessés, Lamar Jackson des Ravens et Josh Allen des Bills,,.

## Statistiques

### Universitaires
| Année       | Équipe                           | Statut      | MJ |         | Passes   | Passes | Passes | Passes | Passes | Passes | Passes  |       | Courses | Courses | Courses | Courses |
| Année       | Équipe                           | Statut      | MJ | Tentées | Réussies | Pct.   | Yards  | TD     | Int.   | Éval.  | Tentées | Yards | Moy.    | TD      |         |         |
| 2021        | Tar Heels de la Caroline du Nord | Fr.         | 04 | 010     | 07       | 70,0   | 0 89   | 01     | 0      | 177,8  | 06      | 0 62  | 10,3    | 0       |         |         |
| 2022        | Tar Heels de la Caroline du Nord | Fr.         | 14 | 517     | 342      | 66,2   | 4 321  | 38     | 07     | 157,9  | 184     | 0 698 | 03,8    | 07      |         |         |
| 2023        | Tar Heels de la Caroline du Nord | Jr.         | 12 | 425     | 269      | 63,3   | 3 608  | 24     | 09     | 149,0  | 112     | 0 449 | 04,0    | 09      |         |         |
| Totaux NCAA | Totaux NCAA                      | Totaux NCAA | 30 | 952     | 618      | 64,9   | 8 018  | 63     | 16     | 154,1  | 302     | 1 209 | 04,0    | 16      |         |         |

### Professionnelles
| Année | Équipe                             | MJ |                | Passes         | Passes         | Passes         | Passes         | Passes         | Passes         | Passes         |                | Courses        | Courses        | Courses | Courses |     | Sacks  | Sacks |  | Fumbles | Fumbles |
| Année | Équipe                             | MJ | Tentées        | Réussies       | Pct.           | Yards          | TD             | Int.           | Éval.          | Tentées        | Yards          | Moy.           | TD             | Nb.     | Yards   | Nb. | Perdus |       |  |         |         |
| 2024  | Patriots de la Nouvelle-Angleterre | ?  | Saison à venir | Saison à venir | Saison à venir | Saison à venir | Saison à venir | Saison à venir | Saison à venir | Saison à venir | Saison à venir | Saison à venir | Saison à venir | ?       | ?       | ?   | ?      |       |  |         |         |

## Vie privée
Son père, Mark Maye a joué pour les Tar Heels (UNC) au poste de quarterback quarterback avant d'effectuer de brefs séjours chez les Buccaneers de Tampa Bay et les Skyhawks de Raleigh–Durham (en).
Drake est le plus jeune de quatre frères : Luke et Beau ont joué au basket-ball à l'UNC. Un autre frère, Cole, était lanceur dans l'équipe de baseball des Gatores de la Floride ayant remporté les College World Series 2017.
Maye a grandi avec la famille du quarterback Mason Rudolph, alors que leurs pères jouaient ensemble à l'UNC.